# Bahrein op de Olympische Zomerspelen 2024
Bahrein nam deel aan de Olympische Zomerspelen 2024 in Parijs, Frankrijk.

## Medailleoverzicht
| Medaille | Naam              | Sport         | Onderdeel                    | Datum            |
| -------- | ----------------- | ------------- | ---------------------------- | ---------------- |
| Goud     | Winfred Yavi      | Atletiek      | 3000 m. steeplechase (v)     | 6 augustus 2024  |
| Goud     | Akhmed Tazhudinov | Worstelen     | Vrije stijl Zwaar -97 kg (m) | 11 augustus 2024 |
|          |                   |               |                              |                  |
| Zilver   | Salwa Eid Naser   | Atletiek      | 400 m (v)                    | 9 augustus 2024  |
|          |                   |               |                              |                  |
| Brons    | Gor Minasyan      | Gewichtheffen | Zwaar -102 kg (m)            | 10 augustus 2024 |

## Aantal deelnemers
Hieronder volgt een overzicht van de atleten die deelnamen aan de Olympische Zomerspelen van 2024.
| Sport         | Mannen | Vrouwen | Totaal |
| ------------- | ------ | ------- | ------ |
| Atletiek      | 1      | 6       | 7      |
| Gewichtheffen | 2      | 0       | 2      |
| Judo          | 1      | 0       | 1      |
| Worstelen     | 1      | 0       | 1      |
| Zwemmen       | 1      | 1       | 2      |
| Totaal        | 6      | 7       | 13     |

## Deelnemers en resultaten

### Atletiek

#### Loopnummers
Mannen
| atleet        | onderdeel | series   | series | herkansingen | herkansingen | halve finale | halve finale | finale         | finale         |
| atleet        | onderdeel | tijd     | rang   | tijd         | rang         | tijd         | rang         | tijd           | rang           |
| ------------- | --------- | -------- | ------ | ------------ | ------------ | ------------ | ------------ | -------------- | -------------- |
| Birhanu Balew | 5000 m    | 13.53,11 | 10     | n.v.t.       | n.v.t.       | n.v.t.       | n.v.t.       | niet geplaatst | niet geplaatst |
| Birhanu Balew | 10000 m   | n.v.t.   | n.v.t. | n.v.t.       | n.v.t.       | n.v.t.       | n.v.t.       | 27.30,94       | 17             |

Vrouwen
| atlete          | onderdeel           | series  | series | herkansingen   | herkansingen   | halve finale   | halve finale   | finale         | finale         |
| atlete          | onderdeel           | tijd    | rang   | tijd           | rang           | tijd           | rang           | tijd           | rang           |
| --------------- | ------------------- | ------- | ------ | -------------- | -------------- | -------------- | -------------- | -------------- | -------------- |
| Salwa Eid Naser | 400 m               | 49,91   | 1 Q    | bye            | bye            | 49,08          | 1 Q            | 48,53 SB       | Zilver         |
| Kemi Adekoya    | 400 m horden        | DNS     | DNS    | niet geplaatst | niet geplaatst | niet geplaatst | niet geplaatst | niet geplaatst | niet geplaatst |
| Nelly Jepkosgei | 800 m               | 2.00,63 | 32     | niet geplaatst | niet geplaatst | niet geplaatst | niet geplaatst | niet geplaatst | niet geplaatst |
| Winfred Yavi    | 3000 m steeplechase | 9.15,11 | 1 Q    | n.v.t.         | n.v.t.         | n.v.t.         | n.v.t.         | 8.52,76 OR     | Goud           |
| Rose Chelimo    | marathon            | n.v.t.  | n.v.t. | n.v.t.         | n.v.t.         | n.v.t.         | n.v.t.         | 2.32.08        | 43             |
| Eunice Chumba   | marathon            | n.v.t.  | n.v.t. | n.v.t.         | n.v.t.         | n.v.t.         | n.v.t.         | 2.26.10        | 10             |
| Tigist Gashaw   | marathon            | n.v.t.  | n.v.t. | n.v.t.         | n.v.t.         | n.v.t.         | n.v.t.         | 2.30.53        | 34             |

### Gewichtheffen
Mannen
| atleet         | onderdeel | trekken | trekken | stoten | stoten | totaal | rang  |
| atleet         | onderdeel | score   | rang    | score  | rang   | totaal | rang  |
| -------------- | --------- | ------- | ------- | ------ | ------ | ------ | ----- |
| Lesman Paredes | -102 kg   | 181     | 5       | 211    | 6      | 392    | 6     |
| Gor Minasyan   | +102 kg   | 216     | 1       | 245    | 3      | 461    | Brons |

### Judo
Mannen
| atleet            | onderdeel | eerste ronde         | tweede ronde         | derde ronde          | kwartfinale          | halve finale         | herkansing           | finale / BM          | finale / BM    |
| atleet            | onderdeel | tegenstander uitslag | tegenstander uitslag | tegenstander uitslag | tegenstander uitslag | tegenstander uitslag | tegenstander uitslag | tegenstander uitslag | rang           |
| ----------------- | --------- | -------------------- | -------------------- | -------------------- | -------------------- | -------------------- | -------------------- | -------------------- | -------------- |
| Askerbii Gerbekov | −81 kg    | bye                  | Albayrak V 00 - 10   | niet geplaatst       | niet geplaatst       | niet geplaatst       | niet geplaatst       | niet geplaatst       | niet geplaatst |

### Worstelen

#### Vrije stijl
Mannen
| atlete            | onderdeel | eerste ronde         | kwartfinale          | halve finale         | herkansing           | finale / BM            | finale / BM |
| atlete            | onderdeel | tegenstander uitslag | tegenstander uitslag | tegenstander uitslag | tegenstander uitslag | tegenstander uitslag   | rang        |
| ----------------- | --------- | -------------------- | -------------------- | -------------------- | -------------------- | ---------------------- | ----------- |
| Akhmed Tazhudinov | −97 kg    | Azarpira W 4 - 3     | Yergali W 14 - 2     | Snyder W 6 - 4       | bye                  | Matcharashvili W 2 - 0 | Goud        |

### Zwemmen
Mannen
| atleet     | onderdeel        | series  | series | halve finale   | halve finale   | finale         | finale         |
| atleet     | onderdeel        | tijd    | rang   | tijd           | rang           | tijd           | rang           |
| ---------- | ---------------- | ------- | ------ | -------------- | -------------- | -------------- | -------------- |
| Saud Ghali | 200 m schoolslag | 2.22,51 | 25     | niet geplaatst | niet geplaatst | niet geplaatst | niet geplaatst |

Vrouwen
| atlete           | onderdeel     | series  | series | halve finale   | halve finale   | finale         | finale         |
| atlete           | onderdeel     | tijd    | rang   | tijd           | rang           | tijd           | rang           |
| ---------------- | ------------- | ------- | ------ | -------------- | -------------- | -------------- | -------------- |
| Amani Al-Obaidli | 100 m rugslag | 1.04,27 | 31     | niet geplaatst | niet geplaatst | niet geplaatst | niet geplaatst |